# Michael Turner (football)
Pour les articles homonymes, voir Michael Turner (homonymie) et Turner.
Michael Thomas Turner est un footballeur anglais né le 9 novembre 1983 à Lewisham en Angleterre.

## Biographie

### Club
Formé au Charlton Athletic, Turner ne s'y impose pas et est prêté deux fois, à Leyton Orient et Brentford en League One, où il s'engage définitivement en novembre 2004 après son prêt convaincant. A Brentford, il est nommé Joueur de l'année des saisons 2004-05 et 2005-06.
Ses bonnes prestations lui valent d'être transféré en juillet 2006 au Hull City AFC en Championship pour 350.000 £. Lors de la saison 2007-08, les Tigers sont promus en Premier League et Turner nommé Joueur de l'année comme en 2006-07. Turner voit donc son contrat prolongé de 3 ans en avril 2008.
Turner marque son premier but en Premier League en septembre 2008 contre l'Everton FC. Turner dispute tous les matchs de Championnat sans jamais être remplacé et est une fois de plus élu Joueur de l'année, sa cinquième récompense consécutive à Brentford et Hull confondus.
Le 31 août 2009, Turner est transféré à Sunderland pour 4 M£. Le 27 septembre 2009, il inscrit son premier but pour les Black Cats contre les Wolverhampton Wanderers.
Le 27 juin 2012 il rejoint Norwich City
Le 12 mars 2015 il est prêté à Fulham .
L'onze juillet 2017, il rejoint Southend.

### International
En octobre 2008, Michael Turner est appelé en équipe d'Angleterre. Toutefois il ne participera pas au match et ne compte à ce jour aucune sélection.

## Palmarès

### Collectif
Néant

### Distinctions
- Hull City AFC
  - 2009 : Joueur de l'année 2008-09
  - 2008 : Joueur de l'année 2007-08
  - 2007 : Joueur de l'année 2006-07
- Brentford FC
  - 2006 : Joueur de l'année 2005-06
  - 2005 : Joueur de l'année 2004-05